# Bataille de Buckland Mills
Guerre de Sécession
Batailles
Campagne de Bristoe
- 1er Auburn
- 2e Auburn
- Bristoe Station
- Buckland Mills
- Rappahannock Station

La bataille de Buckland Mills, aussi désignée sous le nom de bataille de Chestnut Hill et sous le sobriquet de courses de Buckland Mills, est une bataille de la guerre de Sécession, livrée le 19 octobre 1863, en Virginie. Elle fait partie de la campagne de Bristoe.

## Contexte
Après la bataille de Gettysburg, en juillet, l'armée sudiste commandée par Robert Lee avait repassé le Potomac et regagné la Virginie pour se réorganiser. Amputée du corps d'armée de Longstreet, envoyé soutenir l'armée du Tennessee, elle semblait plus vulnérable à une attaque nordiste.
Le général nordiste George G. Meade pensait profiter de cet affaiblissement pour attaquer. Mais ses plans sont bouleversés quand deux de ses corps d'armée lui sont retirés pour renforcer l'armée nordiste malmenée à la bataille de Chickamauga. C'est au tour de Robert Lee de prendre l'offensive. Mais après avoir obligé son adversaire à reculer de près de 70 kilomètres, il doit à son tour se replier, suivi par les nordistes. C'est au cours de ce repli qu'a lieu le combat de Buckland Mills.

## Forces en présence

### Forces nordistes

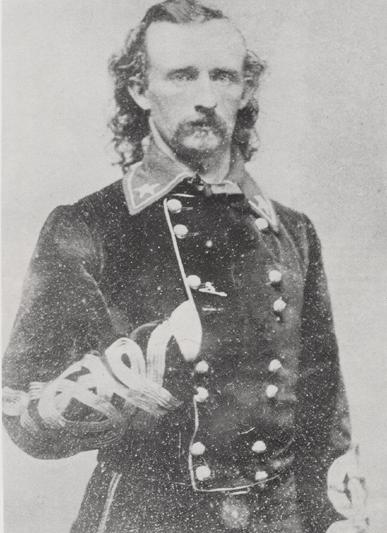
Le brigadier général George A. Custer en 1864 (Notez l'uniforme non réglementaire, en velours).

Il s'agit de deux brigades du corps de cavalerie de l'armée du Potomac. Elles sont commandées par le brigadier-general Kilpatrick et alignent environ deux milliers d'hommes.
- Brigade Custer
- Brigade Henry Davies.

### Forces sudistes
Le corps de cavalerie sudiste est sous les ordres de J.E.B. Stuart et est composé de deux divisions.
- Division du major général Wade Hampton (2 800 cavaliers, environ).
  - Brigade Jones
    - 6e régiment de cavalerie de Virginie
    - 7e régiment de cavalerie de Virginie
    - 12e régiment de cavalerie de Virginie
    - 35e bataillon de cavalerie de Virginie[2]

  - Brigade Butler
    - Légion de Cobb
    - Légion de Jeff Davis
    - Légion de Phillips
    - 2e régiment de cavalerie de Caroline du Sud

  - Brigade Baker
    - 1er régiment de cavalerie de Caroline du Nord
    - 2e régiment de cavalerie de Caroline du Nord
    - 4e régiment de cavalerie de Caroline du Nord
    - 5e régiment de cavalerie de Caroline du Nord
- Division du Major General Fitzhugh Lee (5 000 cavaliers, environ).
  - brigade W. H. F. Lee
    - 1er régiment de cavalerie de Caroline du Sud
    - 5e régiment de cavalerie de Virginie
    - 11e régiment de cavalerie de Virginie
    - 15e régiment de cavalerie de Virginie

  - Brigade Lomax
    - 1er bataillon de cavalerie du Maryland
    - 12e régiment de cavalerie de Virginie
    - 12e régiment de cavalerie de Virginie
    - 12e régiment de cavalerie de Virginie

  - Brigade Wickham
    - 1er régiment de cavalerie de Virginie
    - 2e régiment de cavalerie de Virginie
    - 3e régiment de cavalerie de Virginie
    - 4e régiment de cavalerie de Virginie

## Déroulement du combat

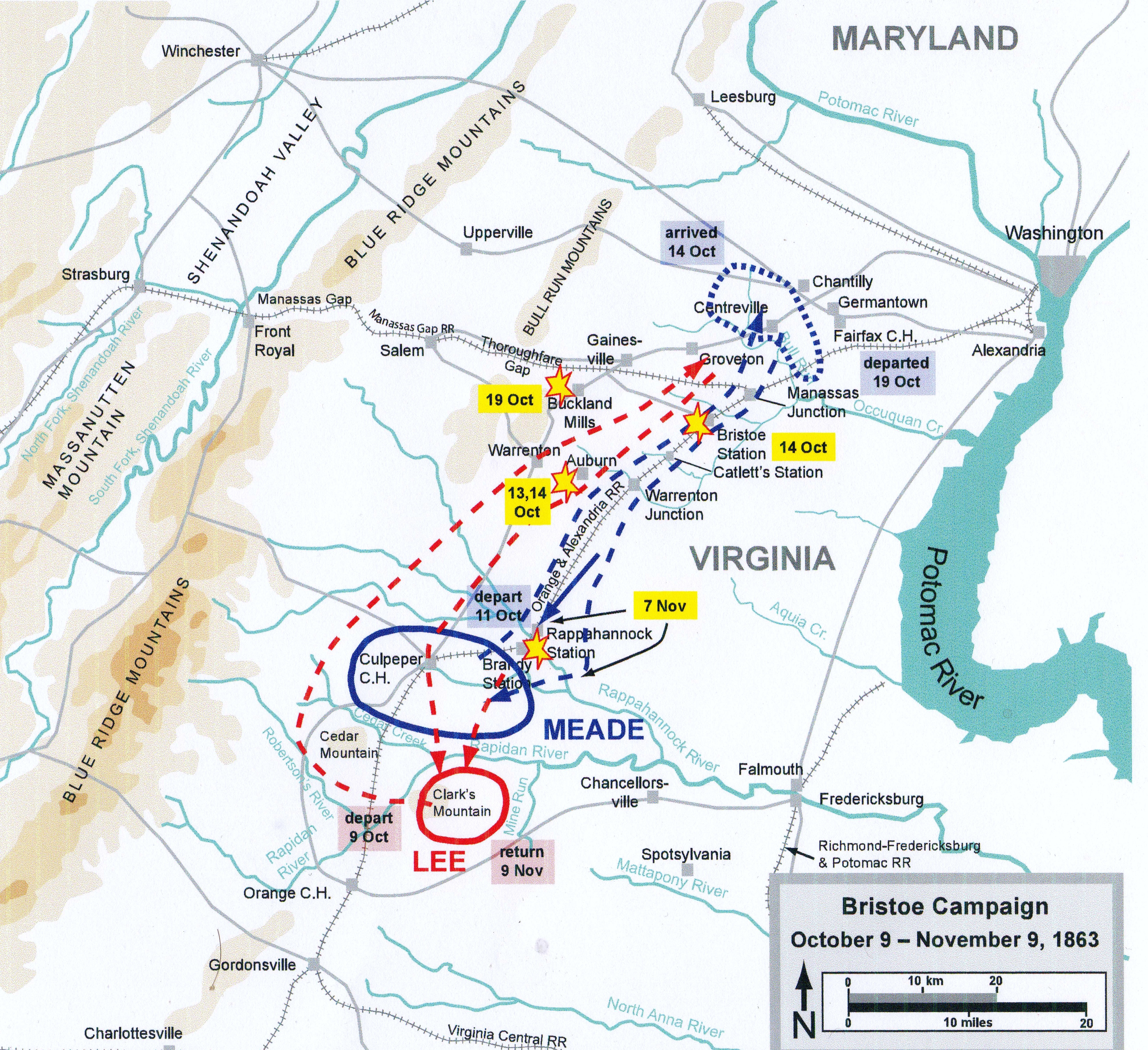
Cartes des opérations de la campagne de Bristoe
sudistes
nordistes

À la suite du combat de Bristoe Station, l'armée sudiste se replie vers le sud. La cavalerie de JEB Stuart couvre la retraite. La cavalerie nordiste est lancée à la poursuite des sudistes.
La cavalerie sudiste monte une embuscade dans laquelle tombent les unités nordistes du général Kilpatrick. Stuart utilise les cavaliers de Hampton pour fixer les fédéraux et fait ensuite attaquer leur flanc droit par la division de Fitzhugh. Les nordistes sont mis en déroute et ne se réorganiseront qu'à Haymarket et Gainesville, plusieurs kilomètres plus loin.
Le 19 octobre 1863, en fin de matinée, les nordistes arrivent devant une rivière nommée Broad Run. Pour la traverser, un pont, laissé intact par les sudistes qui sont retranchés sur l'autre rive. la brigade Custer, placée en tête, essaie en vain de franchir le pont. Custer demande des renforts, refusés par Kilpatrick.
Les nordistes cherchent un gué et passent la rivière. Les sudistes se retirent. Kilpatrick décide de les poursuivre. Custer est plus circonspect, le repli sudiste semble trop rapide. Effectivement, J.E.B. Stuart a tendu un piège dans lequel tombent les cavaliers nordistes. Attaqués de front et sur le flanc par les sudistes, les fédéraux se replient le plus vite possible, entraînant les hommes de Custer qui réussit quand même à conserver ses canons.
Par dérision, les sudistes parleront de cette fuite comme des Courses de Buckland. Cela n'empêchera pas le général Kilpatrick de taire ce fiasco dans son rapport et d'offrir une fête pendant laquelle, selon un témoin : « ...le punch et la musique étaient bons mais pas au point d'effacer le goût amer laissé par cette histoire... ».

## Conséquences
Ce combat est sans conséquence sur la suite des opérations.
Il rappelle cependant que si, depuis le début de l'année 1863 et surtout la bataille de Gettysburg, la cavalerie nordiste a considérablement accru sa capacité militaire, elle n'est pas encore au niveau de son homologue confédérée.